# Équipe de Croatie masculine de handball au Championnat d'Europe 2016
Cet article relate le parcours de l'Équipe de Croatie de masculine handball lors du Championnat d'Europe 2016 organisé en Pologne du 15 janvier au 31 janvier 2015. Il s'agit de la 12e participation de la Croatie aux Championnats d'Europe.
La Croatie se qualifie en demi-finale après une victoire exceptionnelle de 14 buts (37-23) face au pays hôte, la Pologne. Elle est toutefois battue par l'Espagne mais s'impose ensuite face à la Norvège pour remporter la médaille de bronze.

## Présentation

### Qualification
|   | Équipe   | Pts | J | G | N | P | Bp  | Bc  | Diff |  | Résultats (dom.\ext.) |       |       |       |       |
| - | -------- | --- | - | - | - | - | --- | --- | ---- |  | --------------------- | ----- | ----- | ----- | ----- |
| 1 | Croatie  | 10  | 6 | 5 | 0 | 1 | 191 | 148 | 43   |  | Croatie               |       | 31-25 | 35-24 | 40-26 |
| 2 | Norvège  | 10  | 6 | 5 | 0 | 1 | 182 | 152 | 30   |  | Norvège               | 27-26 |       | 38-24 | 36-27 |
| 3 | Pays-Bas | 4   | 6 | 2 | 0 | 4 | 155 | 174 | -19  |  | Pays-Bas              | 24-27 | 22-30 |       | 31-21 |
| 4 | Turquie  | 0   | 6 | 0 | 0 | 6 | 131 | 195 | -64  |  | Turquie               | 22-32 | 22-26 | 23-30 |       |

### Maillots
L'équipe de Croatie porte pendant l'Euro 2016 un maillot confectionné par l'équipementier Kempa.
| Couleurs | Rouge, blanc, bleu |
| Marque   | Kempa              |
| Domicile | Extérieur          |

### Matchs de préparation
La Croatie a joué 2 matchs de préparation :
| Équipe 1 | Résultat | Équipe 2 |
| -------- | -------- | -------- |
| Croatie  | 31-30    | Slovénie |
| Slovénie | 32-17    | Croatie  |

## Résultats

### Tour préliminaire
|   | Équipe      | Pts | J | G | N | P | Bp | Bc  | Diff | Dép |
| - | ----------- | --- | - | - | - | - | -- | --- | ---- | --- |
| 1 | Norvège     | 4   | 3 | 2 | 0 | 1 | 88 | 84  | 4    | +3  |
| 2 | Croatie     | 4   | 3 | 2 | 0 | 1 | 95 | 83  | 12   | -3  |
| 3 | Biélorussie | 2   | 3 | 1 | 0 | 2 | 87 | 94  | -7   | +1  |
| 4 | Islande     | 2   | 3 | 1 | 0 | 2 | 92 | 101 | -9   | -1  |

| 15.01.2016 - 16h00 | Croatie | 27 | 21 | Biélorussie |
| 17.01.2016 - 18h15 | Norvège | 34 | 31 | Croatie     |
| 19.01.2016 - 20h30 | Croatie | 37 | 28 | Islande     |

| 15 janvier 2016 16h00 | Croatie  | 27-21   | Biélorussie | Spodek, Katowice Affluence : 5 000 Arbitrage : Johansson, Kliko |
| 15 janvier 2016 16h00 | Štrlek 9 | (15-15) | Rutenka 8   | Spodek, Katowice Affluence : 5 000 Arbitrage : Johansson, Kliko |
| 15 janvier 2016 16h00 | ×4 ×6 ×1 | Rapport | ×3 ×5 ×1    | Spodek, Katowice Affluence : 5 000 Arbitrage : Johansson, Kliko |

| 17 janvier 2016 18h15 | Norvège    | 34-31   | Croatie   | Spodek, Katowice Affluence : 8 400 Arbitrage : López, Ramírez |
| 17 janvier 2016 18h15 | Bjørnsen 7 | (16-17) | Duvnjak 8 | Spodek, Katowice Affluence : 8 400 Arbitrage : López, Ramírez |
| 17 janvier 2016 18h15 | ×2 ×4      | Rapport | ×4 ×6     | Spodek, Katowice Affluence : 8 400 Arbitrage : López, Ramírez |

| 19 janvier 2016 20h30 | Croatie | 37-28   | Islande                  | Spodek, Katowice Affluence : 7 000 Arbitrage : Stark, Ştefan |
| 19 janvier 2016 20h30 | Marić 8 | (19-10) | Gunnarsson, Sigurðsson 6 | Spodek, Katowice Affluence : 7 000 Arbitrage : Stark, Ştefan |
| 19 janvier 2016 20h30 | ×4 ×5   | Rapport | ×3 ×4                    | Spodek, Katowice Affluence : 7 000 Arbitrage : Stark, Ştefan |

### Tour principal
Les résultats des matches joués lors du tour préliminaire sont conservés lors de ce tour principal, sauf celui joué contre l'équipe éliminée.
|   | Équipe      | Pts | J | G | N | P | Bp  | Bc  | Diff | Dép |
| - | ----------- | --- | - | - | - | - | --- | --- | ---- | --- |
| 1 | Norvège     | 9   | 5 | 4 | 1 | 0 | 153 | 141 | 12   | 0   |
| 2 | Croatie     | 6   | 5 | 3 | 0 | 2 | 153 | 134 | 19   | +6  |
| 3 | France (T)  | 6   | 5 | 3 | 0 | 2 | 145 | 130 | 15   | +2  |
| 4 | Pologne     | 6   | 5 | 3 | 0 | 2 | 128 | 142 | -14  | -8  |
| 5 | Biélorussie | 2   | 5 | 1 | 0 | 4 | 128 | 151 | -23  | 0   |
| 6 | Macédoine   | 1   | 5 | 0 | 1 | 4 | 130 | 149 | -19  | 0   |

| 21 janvier 2016 18h15 | Macédoine | 24 | 34 | Croatie     |
| 25 janvier 2016 18h15 | Macédoine | 31 | 31 | Norvège     |
| 27 janvier 2016 16h00 | Macédoine | 29 | 30 | Biélorussie |

| 21 janvier 2016 20h30 | Macédoine  | 24-34   | Croatie     | Tauron Arena, Kraków Affluence : 9 100 Arbitrage : Geipel, Helbig |
| 21 janvier 2016 20h30 | Manaskov 7 | (13-17) | Slišković 6 | Tauron Arena, Kraków Affluence : 9 100 Arbitrage : Geipel, Helbig |
| 21 janvier 2016 20h30 | ×3 ×1      | Rapport | ×3 ×2       | Tauron Arena, Kraków Affluence : 9 100 Arbitrage : Geipel, Helbig |

| 23 janvier 2016 18h15 | France  | 32-24   | Croatie   | Tauron Arena, Kraków Affluence : 10 600 Arbitrage : Horáček, Novotný |
| 23 janvier 2016 18h15 | Abalo 6 | (16-10) | Duvnjak 5 | Tauron Arena, Kraków Affluence : 10 600 Arbitrage : Horáček, Novotný |
| 23 janvier 2016 18h15 | ×2 ×3   | Rapport | ×3 ×5 ×1  | Tauron Arena, Kraków Affluence : 10 600 Arbitrage : Horáček, Novotný |

| 27 janvier 2016 20h30 | Pologne            | 23-37   | Croatie   | Tauron Arena, Kraków Affluence : 15 000 Arbitrage : Gjeding, Hansen |
| 27 janvier 2016 20h30 | Bielecki, Daszek 4 | (10-15) | Štrlek 11 | Tauron Arena, Kraków Affluence : 15 000 Arbitrage : Gjeding, Hansen |
| 27 janvier 2016 20h30 | ×1 ×6              | Rapport | ×2 ×5     | Tauron Arena, Kraków Affluence : 15 000 Arbitrage : Gjeding, Hansen |

### Demi-finales
| 29 janvier 2016 21h00 | Espagne          | 33 - 29   | Croatie     | Tauron Arena, Cracovie Affluence : 11 100 Arbitrage : Horáček, Novotný |
| 29 janvier 2016 21h00 | García, Rivera 6 | (18 - 14) | Slišković 6 | Tauron Arena, Cracovie Affluence : 11 100 Arbitrage : Horáček, Novotný |
| 29 janvier 2016 21h00 | ×4 ×2            | Rapport   | ×4 ×3       | Tauron Arena, Cracovie Affluence : 11 100 Arbitrage : Horáček, Novotný |

### Match pour la3eplace
| 31 janvier 2016 15h00 | Norvège   | 24 - 31   | Croatie  | Tauron Arena, Cracovie Arbitrage : Nachevski, Nikolov |
| 31 janvier 2016 15h00 | Sagosen 5 | (11 - 15) | Horvat 8 | Tauron Arena, Cracovie Arbitrage : Nachevski, Nikolov |
| 31 janvier 2016 15h00 | ×4        | Rapport   | ×3 ×4 ×1 | Tauron Arena, Cracovie Arbitrage : Nachevski, Nikolov |

## Statistiques et récompenses

### Récompenses
L'ailier gauche Manuel Štrlek a été élu dans l'équipe-type de la compétition. Domagoj Duvnjak et Jakov Gojun ont également été nommé sans être élus.

### Buteurs
| Rang | Joueur            | Tot. | Tirs | %     | 7m    | Moy. |
| ---- | ----------------- | ---- | ---- | ----- | ----- | ---- |
| 1    | Manuel Štrlek     | 43   | 54   | 80 %  | 11/13 | 8    |
| 2    | Marino Marić      | 32   | 45   | 71 %  | 0/0   | 8    |
| 3    | Ivan Slišković    | 30   | 47   | 64 %  | 0/0   | 8    |
| 4    | Domagoj Duvnjak   | 25   | 47   | 64 %  | 0/0   | 8    |
| 5    | Marko Kopljar     | 24   | 41   | 59 %  | 0/0   | 8    |
| 6    | Ivan Čupić        | 19   | 33   | 58 %  | 0/3   | 8    |
| 7    | Igor Karačić      | 12   | 19   | 63 %  | 0/0   | 8    |
| 8    | Marko Mamić       | 8    | 12   | 67 %  | 0/0   | 8    |
| 9    | Ilija Brozović    | 6    | 9    | 67 %  | 0/0   | 5    |
| 10   | Antonio Kovačević | 3    | 7    | 43 %  | 0/0   | 8    |
| 11   | Luka Cindrić      | 2    | 7    | 29 %  | 0/1   | 8    |
| 11   | Kresimir Kozina   | 2    | 2    | 100 % | 0/0   | 3    |
| 11   | Jakov Gojun       | 2    | 2    | 100 % | 0/0   | 3    |

### Gardiens de but
| N° | Nom             | %    | Arrêts | Tirs | MJ |
| -- | --------------- | ---- | ------ | ---- | -- |
| 1  | Ivan Stevanović | 34 % | 49     | 143  | 8  |
| 2  | Mirko Alilović  | 25 % | 41     | 165  | 8  |